# أوليفيا نوتسي
أوليفيا نوتسي (بالإنجليزية: Olivia Nuzzi)‏ (وُلدت في 6 يناير 1993) هي صحفية سياسية أمريكية كانت مراسلة مجلة نيويورك في واشنطن العاصمة من عام 2017 حتى 2024. قبل عملها في "نيويورك"، كانت نوتسي كاتبة في موقع "ذا ديلي بيست" حيث غطت حملة دونالد ترامب الانتخابية لعام 2016. في سبتمبر 2024، وضعتها "نيويورك" في إجازة بعد أن كشفت عن وجود علاقة شخصية مع روبرت كينيدي جونيور أثناء تغطيتها لحملته الانتخابية. في الشهر التالي، انفصلت نوتسي عن مجلة "نيويورك".

## الحياة المبكرة والتعليم
وُلدت نوتزي في مدينة نيويورك، وهي ابنة كيلي وجون نوتسي. كان والدها، جون نوتسي، الذي وُلد في بروكلين، نيويورك، يعمل في إدارة خدمات النظافة في مدينة نيويورك لمدة 20 عامًا وتوفي في ديسمبر 2015. كتبت نوتسي عن والدها بعد وفاته في "ذا ديلي بيست". أما والدتها، كيلي نوتسي، فقد توفيت في فبراير 2021، وبعد وفاتها كتبت عنها في مجلة نيويورك. لديها أخ يدعى جوناثان.
نشأت نوتسي في حي ريفر بلازا في بلدة ميدلتاون، نيو جيرسي. درست نوتسي في مدرسة ميدلتاون الثانوية الجنوبية وتخرجت منها. ثم التحقت بجامعة فوردهام.

## المسيرة المهنية
بدأت أوليفيا نوتسي مسيرتها الكتابية كمراهقة في عام 2011، حيث كانت كاتبة عمود سياسي شهري في "تري سيتي نيوز"، وهي صحيفة أسبوعية بديلة مقرها في أسبيري بارك، نيو جيرسي. كما كتبت أيضًا في "مور مونزسماوث ميوزينغ"، وهو موقع إخباري ومدونة محافظة سياسيًا.

### حملة وينر لمنصب عمدة نيويورك
بينما كانت في سن العشرين، طالبة في السنة الثالثة في جامعة فوردهام في عام 2013، تطوعت نوتسي كمتدربة في حملة أنتوني وينر للترشح لمنصب عمدة نيويورك. أثناء فترة عملها القصيرة في الحملة، تم تعيينها كاتبة في NSFWcorp ووصفت تجاربها كمتدربة في حملة وينر في منشور على مدونتها في 28 يوليو 2013. في هذا المنشور، قالت إن ويبر كان يطلق على نوتسي ومتدربة أخرى اسم "مونيكا"، وأن مصدرًا مجهولًا أخبرها بأن ويبر كذب على مدير حملته، الذي استقال نتيجة لذلك، وأن المدير كان واحدًا من "سلسلة من الموظفين الذين فروا من الحملة".
كلفت صحيفة نيويورك ديلي نيوز نوتسي بكتابة مقال متابعة حول الحملة، والذي أصبح قصة على الصفحة الأولى في 30 يوليو 2013. ووفقًا لنوتسي، كان بعض زملائها المتدربين يعملون في الحملة لأنهم كانوا يأملون في مقابلة زوجة وينر، هوما عابدين، ومن خلالها التوصل إلى رئيسة حملتها هيلاري كلينتون ليكون لهم دور في الترشح الرئاسي المتوقع لكلينتون.
في مقابلة مع "توكينغ بوينتس ميمو" نُشرت في ذلك اليوم، استخدمت مديرة الاتصالات في حملة وينر، باربرا مورغان، والتي قالت لاحقًا إنها كانت تعتقد أن مقابلتها كانت سرية، عدة شتائم بذيئة لوصف نوتسي وقالت إن نوتسي "كانت واضحة أنها هناك لتكون مرئية... كانت ببساطة لا تظهر للعمل"، وأن نوتسي قد وقعت وانتهكت اتفاقية عدم الإفشاء، وأن مورغان قالت: "حاولتُ طردها، لكنها توسلتْ للعودة وأعطيتُها فرصة ثانية". لاحقًا، اعتذرت مورغان لنوتسي، وقبلت نوتسي الاعتذار.

### الحملات الرئاسية والمراسلة الوطنية
تم توظيف أوليفيا نوتسي من قبل "ذا ديلي بيست" في مايو 2014 بينما كانت لا تزال تدرس في جامعة فوردهام. تركت نوتسي دراستها قبل التخرج للانضمام إلى العمل. في "ذا ديلي بيست"، قامت نوتسي بتغطية الحملات الرئاسية لكل من ران بول وكريس كريستي، بالإضافة إلى صعود دونالد ترامب السياسي.
في نوفمبر 2016، صنفت "بوليتيكو" نوتسي واحدة من "16 نجماً إعلامياً بارزاً" في الانتخابات الرئاسية. وفي ديسمبر 2016، أدرجت "ميديايت" نوتسي ضمن قائمة "أكثر 25 شخصاً تأثيراً" في وسائل الإعلام الإخبارية لعام 2016. في عام 2018، ضمتها "فوربس" إلى قائمتها السنوية "30 تحت الـ30".
في فبراير 2017، تم توظيف نوتسي من قبل "مجلة نيويورك" لتكون مراسلتها في واشنطن. وقد كتبت أيضًا لصالح "مجلة بوليتيكو"، و"جي كيو"، و"إسكواير"، و"واشنطن بوست".
في بداية عام 2018، اعترفت نوتسي بدخولها إلى مكتب منزل كوري ليواندوسكي، مدير حملة ترامب السابق، دون إذن والتقاط صورة، بينما اتهمها ليواندوسكي أيضًا بأخذ ألبوم صور خاص به. وقالت نوتسي: "كما تعلمون، دخلت إلى المنزل لأن لا أحد كان يجيب على الباب". غادرت المنزل بعد أن أرسلت رسالة نصية إلى صديقها، الذي نصحها بأن هذا ربما يكون غير قانوني وأنه يجب عليها المغادرة، فقالت "اللعنة!".
في أكتوبر 2018، دعا ترامب نوتسي إلى البيت الأبيض لإجراء مقابلة حصرية في المكتب البيضاوي.

### الاعترافات
في عام 2017، تم تضمين نوتسي في قائمة "30 تحت 30" لعام 2018 التي نشرتها مجلة فوربس. في عام 2019، حصلت نوتسي على جائزة "NEXT" من الجمعية الأمريكية لمحرري المجلات. كما كانت نوتسي أيضًا من بين المرشحين النهائيين لجائزة المجلة الوطنية*= لعام 2023 عن فئة الكتابة المميزة.

### التلفزيون
في عام 2022، أعلنت قناة AMC أن نوتسي ستكتب وتنتج تنفيذياً مسلسل رسالة من الدولة (بالإنجليزية: A Message from the State)‏، وهو كوميديا سوداء، بالتعاون مع جينا مينغاتشي، المنتجة التنفيذية لمسلسل قتل إيف (بالإنجليزية: Killing Eve)‏. كما ظهرت نوتسي في مسلسل المليارات (بالإنجليزية: Billions)‏ على قناة شوتايم بدور نفسها.
كما أنتجت نوتسي فيلمًا وثائقيًا لصالح قناة MSNBC بعنوان وثائقي فور سيزونز الشامل (بالإنجليزية: Four Seasons Total Documentary)‏، الذي تناول محاولة رودولف جولياني الفاشلة للطعن في نتائج انتخابات 2020.
في أبريل 2023، بدأت نوتسي بتقديم البودكاست المرافق لمسلسل مصلحو تسريبات البيت الأبيض (بالإنجليزية: White House Plumbers)‏ القصير على قناة HBO.
وفي عام 2024، قدمت نوتسي سلسلة حوارية بعنوان "رأس المال العامل" (بالإنجليزية: Working Capital)‏ على تلفزيون بلومبيرغ، وهي سلسلة من ست حلقات تتضمن محادثات مع سياسيين ورجال أعمال.

## فضيحة روبرت ف. كينيدي جونيور
في سبتمبر 2024، أفاد الصحفي السابق في CNN أوليفر دارسي في نشرته الإخبارية ستاتس أن نوتسي "تورطت في علاقة غير لائقة" مع مرشح الرئاسة روبرت ف. كينيدي الابن، الذي كانت قد غطت حملته في مقال نُشر في نوفمبر 2023. تم إجازة نوتسي من عملها في مجلة نيويورك بعد أن اعترفت بوجود "علاقة شخصية" غير جسدية مع كينيدي.وُصفت العلاقة من قبل طرف ثالث بأنها "عاطفية ورقمية في طبيعتها".
نقل ديليان بايرز من باك نيوز عن مصادر قولها إن نوتسي أرسلت إلى كينيدي صوراً عارية. وزعم كينيدي أنه تفاخر بالصور الحميمة التي تلقاها من نوتسي. وقال دارسي إن تصرفات نوتسي تشكل "تضارباً في المصالح"، مشيراً إلى أن نوتسي كانت "أحد أبرز الصحفيين في أمريكا، وربما كتبت واحدة من أهم المقالات في حملة 2024، والتي كانت عن ما وصفته بـ 'مؤامرة الصمت' لحماية جو بايدن. ونظرًا لأن القراء لم يكونوا على علم بهذه العلاقة المستمرة مع كينيدي، فإن ذلك يثير تساؤلات حول تضارب المصالح، لأن كينيدي كان مشاركاً نشطاً في حملة 2024".
قالت مجلة نيويورك إن تصرفات نوتسي كانت "انتهاكًا لمعايير المجلة المتعلقة بتضارب المصالح والإفصاح"، مضيفة أنه "لو كانت المجلة على علم بهذه العلاقة، لما استمرت في تغطية الحملة الرئاسية". في حين أن المراجعة الداخلية لعملها المنشور لم تجد أي أخطاء أو دليل على التحيز، قدمت المجلة اعتذارًا عن "انتهاك ثقة قراءها". في 21 أكتوبر، نشرت نيويورك بياناً أكدت فيه الاستغناء عن خدمات أوليفيا نوتسي.
صرح المتحدث باسم كينيدي بأن كينيدي "قابل نوتسي مرة واحدة فقط في حياته من أجل مقابلة طلبتها هي، وأسفرت عن مقال هجومي". وأضاف المتحدث، "لم يتفاخر كينيدي أبداً حول امتلاكه صوراً لنوتسي".

## الحياة الشخصية
تقيم نوتسي في واشنطن العاصمة. في سبتمبر 2022، خُطبت نوتسي لريان ليتسا، كبير المراسلين في بوليتيكو في واشنطن. في سبتمبر 2024، وبعد الكشف العلني عن علاقة نوتسي مع روبرت كينيدي جونيور، أعلن ليتسا أنه أنهى علاقته بنوتسي.
في أكتوبر 2024، قدمت نوتسي طلبًا لأمر حماية ضد ليتسا، قائلة أنه هدد علنًا بنشر معلومات شخصية عني لتدمير حياتها ومسيرتها وسمعتها — وهو تهديد نفذه منذ ذلك الحين. اتهمت نوتسي ليتسا باختراق أجهزتها لغرض المراقبة والتجسس عليها، ولجمع مواد لاستخدامها كابتزاز لإجبارها على العودة إلى العلاقة ولإلحاق السخرية والمهانة العامة، فضلاً عن الضرر المهني كعقاب عندما لم تعد إلى العلاقة.